# Julius Avery
Julius Avery est un réalisateur et scénariste australien, né à Pemberton en Australie-Occidentale.

## Biographie

### Jeunesse et formations
Julius Avery grandit à Pemberton en Australie-Occidentale, avec sa mère Justine et de sa grand-mère Pat Chappell. Il a perdu son père à l’âge de cinq ans. Très jeune, il suit les traces de sa mère étant artiste. À seize ans, il est le plus jeunes des étudiants à assister aux cours à la Claremont School of Art à Perth (Australie-Occidentale).
Il s’est inscrit aux beaux-arts Victorian College of the Arts à l’université de Melbourne. Il écrit et réalise beaucoup de courts métrages souvent récompensés, tels que le prix du jury du Festival de Cannes Jerrycan en 2008,.

### Carrière
En 2014, il écrit son premier long métrage australien Son of a Gun, un thriller avec Brenton Thwaites, Ewan McGregor, Alicia Vikander et Jacek Koman. Ce film est nommé au festival du film de Londres dans la même année.
En 2017, il réalise un film d'horreur américain Overlord sous le scénario de Billy Ray et Mark L. Smith pour Bad Robot Productions et Paramount Pictures. Il collabore avec les acteurs Jovan Adepo, Wyatt Russell, Pilou Asbæk, Iain De Caestecker, John Magaro et Mathilde Ollivier.
En octobre 2018, alors qu’il est annoncé qu’il est choisi comme réalisateur du film The Heavy pour les mêmes productions précédentes Bad Robot Productions et Paramount Pictures, il est engagé par la production 20th Century Fox à écrire et à réaliser une nouvelle version de Flash Gordon aux côtés de Matthew Vaughn en tant que producteur,. Mais le projet est pour le moment, mis de côté.
En septembre 2019, il annonce qu'il a été engagé pour réaliser le film de super-héros intitulé Le Samaritain avec Sylvester Stallone dans le rôle principal. Initialement prévu pour sortir en 2020, il est repoussé à l'été 2022 à cause de la pandémie. Finalement, le film ne sort pas en salles mais est diffusé sur Prime Video.
En juillet 2022, il est annoncé que son nouveau projet sera un thriller horrifique intitulé The Pope's Exorcist basé sur l'histoire vraie du père Gabriele Amorth. C'est Russell Crowe qui l'incarnera à l'écran.

## Filmographie

### En tant que réalisateur
Films
- 2014 : Son of a Gun
- 2018 : Overlord
- 2022 : Le Samaritain (Samaritan)
- 2023 : L'Exorciste du Vatican (The Pope's Exorcist)

Courts métrages
- 2002 : Matchbox
- 2004 : Little Man
- 2004 : Solvent
- 2006 : End of Town
- 2007 : The Tank
- 2008 : Jerrycan

### En tant que scénariste
Films
- 2014 : Son of a Gun de lui-même

Prochainement
- Flash Gordon de lui-même (annoncé[7],[8])

Courts métrages
- 2002 : Matchbox de lui-même
- 2004 : Little Man de lui-même
- 2004 : Solvent de lui-même
- 2006 : End of Town de lui-même
- 2007 : The Tank de lui-même
- 2008 : Jerrycan de lui-même
- 2012 : Yardbird de Michael Spiccia

### En tant que monteur
Courts métrages
- 2002 : Matchbox de lui-même
- 2004 : Solvent de lui-même
- 2006 : End of Town de lui-même

### En tant que producteur
Courts métrages
- 2002 : Matchbox de lui-même
- 2012 : Yardbird de Michael Spiccia (producteur délégué)

## Distinctions

### Récompenses
- Inside Film Awards 2006 : Meilleur scénario du court métrage End of Town
- Cérémonie des Australian Film Institute Awards 2008 : Meilleur court métrage Jerrycan, partagé avec Stuart Parkyn
- Festival de Cannes 2008 : Mention spéciale du court-métrage pour Jerrycan
- Berlinale 2009 : Meilleur court métrage Jerrycan
- Festival du film de Sundance 2009 : Meilleur court métrage avec mention honorable Jerrycan

### Nominations
- Festival de Cannes 2008 : Palme d'or du court métrage Jerrycan
- Festival international du film de Chicago 2008 : Gold Hugo du meilleur court métrage Jerrycan
- Festival du film de Sundance 2009 : Grand prix du jury pour un court métrage Jerrycan
- Festival du film de Londres 2014 - sélection « Compétition officielle » : Meilleur film Son of a Gun